# John Bond (giurista)
John Bond (Chard (Regno Unito), 1612 – Swanage, 1676) è stato un giurista e religioso inglese, di fede puritana, fu membro dell'Assemblea di Westminster e Master del Trinity Hall dell'Università di Cambridge.

## Biografia
Nato nella parrocchia civile di Chard, nel Somerset, suo padre era Denis Bond, futuro Presidente del Consiglio di Stato Inglese sotto il regime di Oliver Cromwell. Fu educato a Dorchester, nel Dorset, sotto il tutorato di John White, anch'egli futuro membro dell'Assemblea di Westminster e uno dei fondatori della Colonia della Massachusetts Bay. Successivamente proseguì la sua formazione come fellow al St Catharine's College. Ottenne il Bachelor of Arts nel 1631 e divenne Master of Arts nel 1635 ed infine Legum Doctor ovvero dottore in Legge nel 1645.

Dopo aver lasciato Cambridge, divenne lettore ad Exeter presso la Cattedrale e succedette al suo antico maestro John White come ministro della cappella del Savoy Palace. Nel 1643 venne chiamato ad essere membro dell'Assemblea di Westminster, e il 7 marzo 1646, quando John Selden rassegnò le dimissioni dalla carica di Master del Trinity Hall venne nominato suo successore per volere della Camera dei Comuni, in opposizione al prescelto dai fellows del Trinity Hall che avevano votato per il giurista Robert King, costretto a rassegnare le sue dimissioni dal nuovo incarico. Nel 1649 divenne Professore di Legge al Gresham College di Londra e nel 1654 venne nominato assistente della Commissione deputata ad espellere docenti e ministri di fede considerati indegni nel Middlesex e a Westminster. 

Nel 1658 venne nominato Vice-Cancelliere dell'Università di Cambridge ma, a seguito della Restaurazione, nel 1660 perse tutti i suoi incarichi ed i suoi privilegi sia a Londra che a Cambridge. 
 Si ritirò nel Dorset, nell'Isola di Purbeck dove morì e venne sepolto a Steeple il 30 luglio 1676. Si pensa che fosse lo stesso John Bond che è annoverato parlamentare e rappresentante del collegio elettorale di Weymouth and Melcombe Regis, e che nel 1645 si fosse attivato in favore della causa parlamentare all'interno del Parlamento Lungo.

## Opere
- A Door of Hope, 1641
- Holy and Royal Activity, 1641
- Sermon at Exeter before the Deputy Lieutenants, 1643
- Salvation in a Mystery, 1644
- Ortus Occidentalis, 1645

'A Reliquary of Gospel,' 1647
- Grapes amongst Thorns, 1648
- A Thanksgiving Sermon, 1648